# Jackson Martínez
Pour les articles homonymes, voir Martinez.
Jackson Arley Martínez Valencia, né le 3 octobre 1986 à Quibdó, était un footballeur international colombien qui a évolué au poste d'attaquant.
Au cours de sa carrière, il évolue successivement à l'Independiente Medellín, à Jaguares, au FC Porto et à l'Atlético de Madrid ainsi qu'en équipe de Colombie. Il explose au Portugal sous les couleurs du FC Porto, club pour lequel il joua plusieurs années, en devenant même le capitaine. 
International colombien depuis 2009, Jackson Martínez participe à la Copa América en 2011 et 2015 ainsi qu'à la Coupe du monde 2014.

## Biographie

### Carrière en club

#### Independiente Medellín (2005-2009)
Martínez débute lors de la saison 2005-2006 et se forge peu à peu une place de titulaire au sein de son club formateur de Medellín. En 2009, il est le meilleur buteur du championnat de Colombie, comptant 18 réalisations. Il permet à l'Independiente de remporter son cinquième titre. 

#### Chiapas (2009-2012)
De nombreux clubs argentins et mexicains se montrent intéressés par l'attaquant. Martínez finit par signer en faveur de Chiapas, au Mexique. Le colombien s'adapte rapidement à la Liga MX. Lors de sa première saison, il marque neuf buts en seulement 13 matches de championnat. Mais c'est durant sa seconde saison mexicaine que Martínez se montre décisif. Le parcours de Chiapas en Copa Libertadores, atteignant les quarts de finale, doit à la forme du joueur. 
Devenu un joueur important de l'effectif, il est nommé capitaine lors de la saison 2011-2012. Marquant 15 buts en championnat, il attire l'attention de clubs européens tels que Porto.

#### FC Porto (2012-2015)
Le 7 juillet 2012, Jackson Martínez s'engage en faveur du FC Porto. Le transfert est évalué à 8,8 millions d'euros.
En août 2012, il inscrit un but lors de son premier match sous ses nouvelles couleurs en Supercoupe du Portugal, donnant le titre à Porto contre l'Académica de Coimbra. Martínez poursuit sur sa lancée au début du championnat et inscrit un but sur penalty contre Vitória de Guimarães. Il forme alors une association des plus efficaces avec son compatriote James Rodríguez qui lui offre de nombreuses passes. Durant le troisième tour de qualification en Ligue des champions, le colombien marque son premier but européen contre le Dynamo Kiev. En 12 matches, il trouve le chemin des filets à onze reprises et efface ainsi les records de buteurs tels que Radamel Falcao ou Lisandro López. Il est surnommé « Jackshow Martínez » par le journaliste portugais João Ruela. Martínez est nommé Joueur du mois en octobre puis novembre. En 2013, les performances du colombien ne faiblissent pas, étant une nouvelle fois élu Joueur du mois en février. Décisif contre le Paços de Ferreira lors du dernier match de championnat, il contribue au troisième sacre successif de Porto. Martínez finit cette saison avec 31 buts, signe de son acclimatation rapide.
Au mois d’août 2013, Martínez marque en Supercoupe du Portugal, qu'il remporte pour la deuxième fois. En championnat, il est décisif dès la première journée face au Vitória de Setúbal. Efficace devant le but, il termine l'exercice avec 20 réalisations. En Ligue Europa, Porto atteint les quarts de finale. Malgré une victoire lors du premier match, les Portugais s'inclinent contre le futur vainqueur de la compétition, le FC Séville. 
La saison suivante, Martínez assoit sa domination sur le championnat du Portugal en finissant, pour la troisième fois en trois saisons, meilleur buteur avec 21 buts. Porto réalise un parcours honorable en Ligue des champions. En quarts de finale aller, l'attaquant participe au succès 3-1 des siens contre le Bayern Munich avant d’être écrasé au match retour par des Bavarois revanchards (6-1). Il conclut là sa meilleure saison avec Porto puisqu'il inscrit 32 buts en 41 rencontres.

#### Atlético de Madrid (2015-2016) et Guanghzou Evergrande (2016)
Le 27 juin 2015, Martínez s'engage avec l'Atlético de Madrid pour un montant estimé à 35 millions d'euros. Six mois plus tard, en difficulté en Espagne, il est transféré au Guangzhou Evergrande pour 42 millions d'euros.

#### Portimonense SC (2018-2020)
Martínez est prêté au club portugais du Portimonense SC le 31 août 2018. Le 16 août 2019, Martínez est définitivement transféré au club. 
Le 6 décembre 2020, il décide de mettre un terme à sa carrière de footballeur. L'attaquant de 34 ans était sans club depuis son départ de Portimonense, où il avait marqué 12 buts en 2 saisons.

### Carrière en équipe nationale (2009-2015)
Il fait ses débuts à Cluny city en équipe de Colombie, le 5 septembre 2009. Il en profite même pour inscrire son premier but lors de son premier match, pour une victoire 2-0 contre l'Équateur. Remplaçant lors de la Copa América 2011, il ne dispute qu'un seul match en quart de finale lors de la prolongation contre le Pérou (défaite 0-2). Lors de la Coupe du monde 2014 au Brésil, il inscrit deux buts face au Japon, mais ne participe pas au quart de finale perdu contre le Brésil (2-1). Un an plus tard, il dispute la Copa América 2015 au Chili, il ne marque aucun but lors du tournoi. Qualifiés difficilement en quart de finale, les Colombiens sont éliminés de la compétition aux tirs au but (5:4 tab) face à l'Argentine.

## Statistiques

### Statistiques détaillées
Ce tableau présente les statistiques de Jackson Martínez :

| Saison                | Club                   | Championnat           | Championnat | Championnat | Championnat | Coupe(s) nationale(s) | Coupe(s) nationale(s) | Coupe(s) nationale(s) | Supercoupe | Supercoupe | Supercoupe | Compétition(s) continentale(s) | Compétition(s) continentale(s) | Compétition(s) continentale(s) | Compétition(s) continentale(s) | Colombie | Colombie | Colombie | Total | Total | Total |
| Saison                | Club                   | Division              | M.          | B.          | P.d.        | M.                    | B.                    | P.d.                  | M.         | B.         | P.d.       | Comp.                          | M.                             | B.                             | P.d.                           | M.       | B.       | P.d.     | M.    | B.    | P.d.  |
| 2005-2006             | Independiente Medellín | Liga Águila           | 11          | 4           | 1           | -                     | -                     | -                     | -          | -          | -          | -                              | -                              | -                              | -                              | -        | -        | -        | 11    | 4     | 1     |
| 2006-2007             | Independiente Medellín | Liga Águila           | 46          | 8           | 2           | -                     | -                     | -                     | -          | -          | -          | -                              | -                              | -                              | -                              | -        | -        | -        | 46    | 8     | 2     |
| 2007-2008             | Independiente Medellín | Liga Águila           | 40          | 11          | 4           | -                     | -                     | -                     | -          | -          | -          | -                              | -                              | -                              | -                              | -        | -        | -        | 40    | 11    | 4     |
| 2008-2009             | Independiente Medellín | Liga Águila           | 15          | 14          | 5           | 2                     | 2                     | 0                     | -          | -          | -          | CL                             | 5                              | 3                              | 1                              | -        | -        | -        | 22    | 19    | 6     |
| 2009-2010             | Independiente Medellín | Liga Águila           | 24          | 18          | 0           | -                     | -                     | -                     | -          | -          | -          | CL                             | 0                              | 0                              | 0                              | 5        | 3        | 0        | 29    | 21    | 0     |
| Sous-total            | Sous-total             | Sous-total            | 136         | 55          | 12          | 2                     | 2                     | 0                     | -          | -          | -          | -                              | 5                              | 3                              | 1                              | 5        | 2        | 0        | 148   | 62    | 13    |
| 2009-2010             | Chiapas                | Liga MX               | 13          | 9           | 2           | -                     | -                     | -                     | -          | -          | -          | -                              | -                              | -                              | -                              | 2        | 0        | 0        | 15    | 9     | 2     |
| 2010-2011             | Chiapas                | Liga MX               | 14          | 4           | 2           | 2                     | 0                     | 0                     | -          | -          | -          | CL                             | 5                              | 3                              | 0                              | 2        | 0        | 0        | 23    | 7     | 2     |
| 2011-2012             | Chiapas                | Liga MX               | 31          | 15          | 4           | 4                     | 4                     | 0                     | -          | -          | -          | -                              | -                              | -                              | -                              | 6        | 1        | 1        | 41    | 20    | 5     |
| Sous-total            | Sous-total             | Sous-total            | 58          | 28          | 8           | 6                     | 4                     | 0                     | -          | -          | -          | -                              | 5                              | 3                              | 0                              | 10       | 1        | 1        | 79    | 36    | 9     |
| 2012-2013             | Porto                  | D1                    | 30          | 26          | 1           | 1                     | 1                     | 0                     | 1          | 1          | 0          | C1                             | 8                              | 3                              | 0                              | 4        | 3        | 0        | 44    | 34    | 1     |
| 2013-2014             | Porto                  | D1                    | 30          | 20          | 2           | 9                     | 5                     | 0                     | 1          | 1          | 0          | C1+C3                          | 11                             | 3                              | 0                              | 10       | 2        | 1        | 61    | 31    | 3     |
| 2014-2015             | Porto                  | D1                    | 30          | 21          | 3           | 2                     | 3                     | 0                     | -          | -          | -          | C1                             | 10                             | 8                              | 1                              | 9        | 0        | 0        | 51    | 32    | 4     |
| Sous-total            | Sous-total             | Sous-total            | 90          | 67          | 6           | 12                    | 9                     | 0                     | 2          | 2          | 0          | -                              | 29                             | 14                             | 1                              | 23       | 5        | 1        | 156   | 97    | 8     |
| 2015-2016             | Atlético de Madrid     | Liga                  | 15          | 2           | 2           | 3                     | 0                     | 0                     | -          | -          | -          | C1                             | 4                              | 1                              | 0                              | 2        | 0        | 0        | 24    | 3     | 2     |
| Sous-total            | Sous-total             | Sous-total            | 15          | 2           | 2           | 3                     | 0                     | 0                     | -          | -          | -          | -                              | 4                              | 1                              | 0                              | 2        | 0        | 0        | 24    | 3     | 2     |
| 2016                  | Guangzhou Evergrande   | Super League          | 10          | 4           | 1           | 1                     | 0                     | 0                     | 1          | 0          | 0          | C1                             | 4                              | 0                              | 1                              | -        | -        | -        | 16    | 4     | 2     |
| 2017                  | Guangzhou Evergrande   | Super League          | -           | -           | -           | -                     | -                     | -                     | -          | -          | -          | C1                             | -                              | -                              | -                              | -        | -        | -        | 0     | 0     | 0     |
| Sous-total            | Sous-total             | Sous-total            | 10          | 4           | 1           | 1                     | 0                     | 0                     | 1          | 0          | 0          | -                              | 4                              | 0                              | 1                              | -        | -        | -        | 16    | 4     | 2     |
| 2018-2019             | Portimonense SC (prêt) | Liga NOS              | 27          | 9           | 3           | 1                     | 0                     | 0                     | -          | -          | -          | -                              | -                              | -                              | -                              | -        | -        | -        | 28    | 9     | 3     |
| 2019-2020             | Portimonense SC        | Liga NOS              | 24          | 1           | 0           | 2                     | 2                     | 0                     | -          | -          | -          | -                              | -                              | -                              | -                              | -        | -        | -        | 26    | 3     | 0     |
| Sous-total            | Sous-total             | Sous-total            | 51          | 10          | 3           | 3                     | 2                     | 0                     | -          | -          | -          | -                              | 4                              | 0                              | 1                              | -        | -        | -        | 58    | 12    | 4     |
| Total sur la carrière | Total sur la carrière  | Total sur la carrière | 360         | 166         | 32          | 27                    | 17                    | 0                     | 3          | 2          | 0          | -                              | 47                             | 21                             | 3                              | 40       | 8        | 2        | 477   | 214   | 37    |

### Buts en sélection
| # | Date             | Lieu                                                         | Adversaire | Score | Résultat | Compétition                                         |
| - | ---------------- | ------------------------------------------------------------ | ---------- | ----- | -------- | --------------------------------------------------- |
| 1 | 5 septembre 2009 | Stade Atanasio-Girardot, Medellín, Colombie                  | Équateur   | 1-0   | 2-0      | Éliminatoires de la Coupe du monde de football 2010 |
| 2 | 9 septembre 2009 | Centenario, Montevideo, Uruguay                              | Uruguay    | 1-1   | 1-3      | Éliminatoires de la Coupe du monde de football 2010 |
| 3 | 6 septembre 2011 | Lockhart Stadium, Fort Lauderdale, États-Unis                | Jamaïque   | 1-0   | 2-0      | Match amical                                        |
| 4 | 16 octobre 2012  | Stade Metropolitano Roberto Meléndez, Barranquilla, Colombie | Cameroun   | 1–0   | 3-0      | Match amical                                        |
| 5 | 6 février 2013   | Sun Life Stadium, Miami, États-Unis                          | Guatemala  | 1–0   | 4-1      | Match amical                                        |
| 6 | 6 février 2013   | Sun Life Stadium, Miami, États-Unis                          | Guatemala  | 2–0   | 4-1      | Match amical                                        |
| 7 | 24 juin 2014     | Arena Pantanal, Cuiabá, Brésil                               | Japon      | 2-1   | 4-1      | Coupe du monde 2014                                 |
| 8 | 24 juin 2014     | Arena Pantanal, Cuiabá, Brésil                               | Japon      | 3-1   | 4-1      | Coupe du monde 2014                                 |

## Palmarès

### En équipe nationale
- 40 sélections et 8 buts avec l'équipe de Colombie (2009-2015)

### Avec l'Independiente Medellín
- Vainqueur du championnat de Colombie en 2009 (Tournoi de clôture)

### Avec le FC Porto
- Champion du Portugal en 2013
- Vainqueur de la Supercoupe du Portugal en 2012 et 2013
- Finaliste de la Coupe de la Ligue en 2013

### Avec l'Atlético de Madrid
- Finaliste de la Ligue des champions en 2016

### Avec Guangzhou Evergrande
- Championnat de Chine en 2016
- Vainqueur de la Coupe de Chine en 2016
- Vainqueur de la Supercoupe de Chine en 2016

### Distinctions personnelles
- Meilleur buteur du championnat de Colombie en 2009 (Tournoi de clôture) avec 18 buts
- Meilleur buteur de la Liga ZON Sagres en 2013 (26 buts) 2014 avec (20 buts) et 2015 (21 buts)